# Wilson Lumpkin
Wilson Lumpkin, född 14 januari 1783 i Pittsylvania County, Virginia, död 28 december 1870 i Athens, Georgia, var en amerikansk politiker. Han representerade delstaten Georgia i båda kamrarna av USA:s kongress, först i representanthuset 1815-1817 samt 1827-1831 och sedan i senaten 1837-1841. Han var guvernör i Georgia 1831-1835.
Lumpkin föddes i Virginia och växte upp i Georgia. Han studerade juridik och inledde sin karriär som advokat i Athens. Han blev invald i representanthuset i kongressvalet 1814. Han kandiderade två år senare utan framgång till omval.
Lumpkin efterträdde sedan 1827 James Meriwether som kongressledamot. Han avgick 1831 för att kandidera i guvernörsvalet i Georgia. Han vann valet och efterträdde George Rockingham Gilmer som guvernör. Han förespråkade tvångsförflyttningen av indianer. Han trodde inte att de vita var automatiskt överlägsna, men han ansåg att indianerna skulle bli utnyttjade av de vita om de skulle bo kvar i samma område som de vita. Hans vision var att indianerna skulle en dag få sin egen delstat bara de skulle få utvecklas i fred och höja sin kulturella nivå utan umgänge med de vita. Lumpkin efterträddes 1835 som guvernör av William Schley.
Senator John Pendleton King avgick 1837 och efterträddes av Lumpkin som representerade demokraterna i senaten. Han efterträddes 1841 av John M. Berrien som var whig.
Lumpkin gravsattes på Oconee Hill Cemetery i Athens. Lumpkin County har fått sitt namn efter Wilson Lumpkin.